# Carl Stoltz
Carl Niels Jim Stoltz (ur. 1 lipca 1905 we Frederiksbergu, zm. 14 lipca 1977 w Solrød Strand) – duński piłkarz występujący na pozycji pomocnika lub napastnika, reprezentant Danii w latach 1925–1936.

## Kariera klubowa
Grę w piłkę nożną rozpoczął w Boldklubben Frem z Kopenhagi, gdzie trenował wraz z przyrodnim bratem Kajem Uldalerem. W sezonie 1924/25 włączono go do składu pierwszego zespołu. 26 kwietnia 1925 zadebiutował w Landsfodboldturneringen w przegranym 1:2 meczu z Kjøbenhavns Boldklub. Ogółem w latach 1925–1927 rozegrał dla Frem na poziomie duńskiej ekstraklasy 38 spotkań w których zdobył 23 gole. Na początku 1928 roku Stoltz przeniósł się razem z bratem do Boldklubben af 1893, w barwach którego wywalczył czterokrotnie mistrzostwo kraju w sezonach 1928/29, 1929/30, 1933/34 oraz 1934/35. W przerwie zimowej sezonu 1938/39 zakończył karierę, rozegrawszy dla B93 187 ligowych spotkań.

## Kariera reprezentacyjna
27 września 1925 zadebiutował w reprezentacji Danii w zremisowanym 3:3 towarzyskim meczu z Finlandią w Aarhus. W październiku 1934 roku w spotkaniu z Niemcami (2:5) zdobył pierwszą bramkę w drużynie narodowej. Ogółem w latach 1925–1936 rozegrał w reprezentacji 8 spotkań w których strzelił 3 gole.

### Bramki w reprezentacji
| LP | Data                | Miejsce                 | Przeciwnik | Bramka | Rezultat | Ranga meczu     |
| -- | ------------------- | ----------------------- | ---------- | ------ | -------- | --------------- |
| 1. | 7 października 1934 | Idrætsparken, Kopenhaga | III Rzesza | 2:3    | 2:5      | Mecz towarzyski |
| 2. | 4 października 1936 | Idrætsparken, Kopenhaga | Polska     | 1:1    | 2:1      | Mecz towarzyski |
| 3. | 4 października 1936 | Idrætsparken, Kopenhaga | Polska     | 2:1    | 2:1      | Mecz towarzyski |

## Życie prywatne
Był przyrodnim bratem Kaja Uldalera.

## Sukcesy
Boldklubben af 1893
- mistrzostwo Danii: 1928/29, 1929/30, 1933/34, 1934/35